# Olympische Sommerspiele 1912/Teilnehmer (Japan)
| Gelbes Symbol für Goldmedaillen mit stilisierten Olympischen Ringen | Graues Symbol für Silbermedaillen mit stilisierten Olympischen Ringen | Braundes Symbol für Bronzemedaillen mit stilisierten Olympischen Ringen |
| ------------------------------------------------------------------- | --------------------------------------------------------------------- | ----------------------------------------------------------------------- |
| —                                                                   | —                                                                     | —                                                                       |

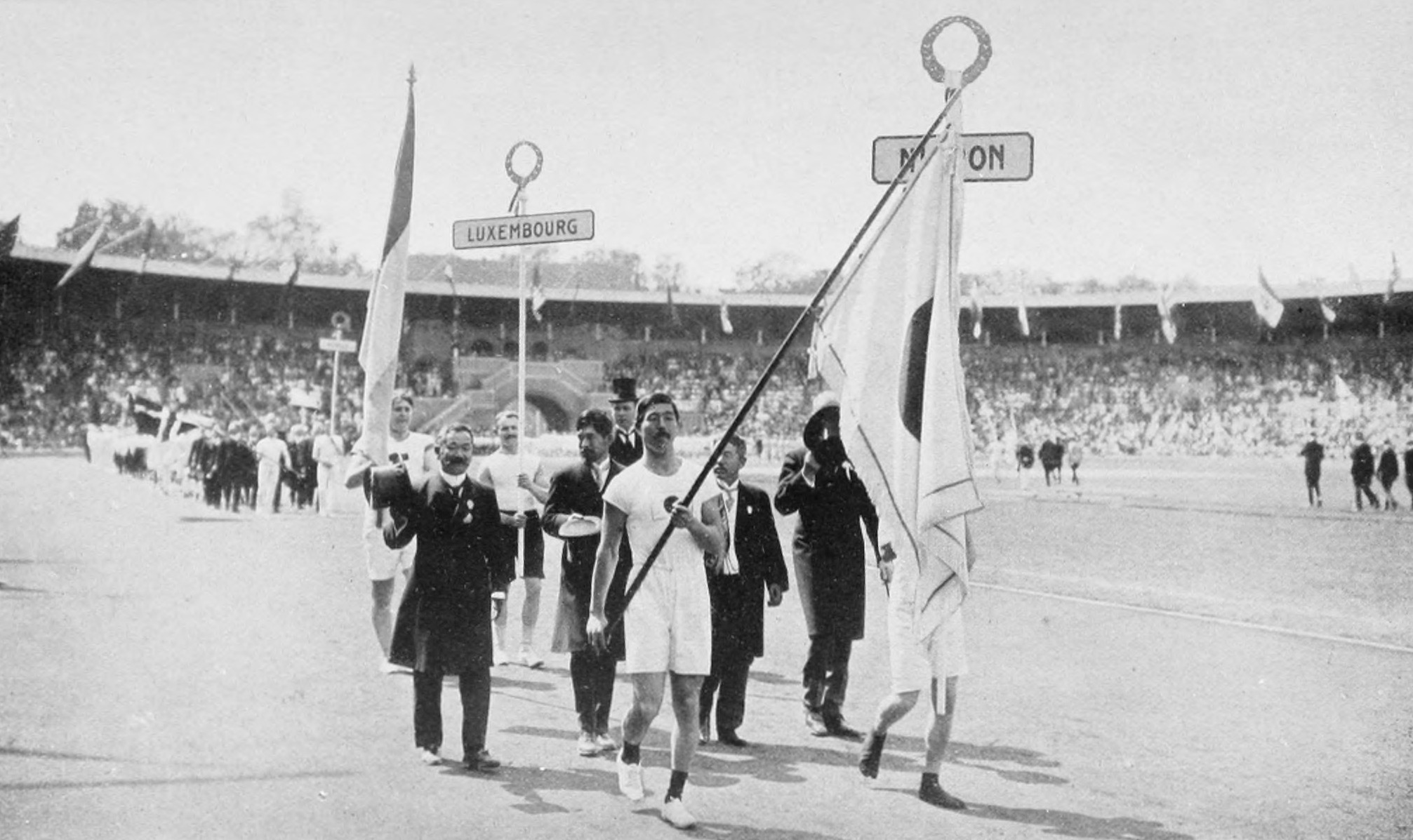
Die japanische Mannschaft bei der Eröffnungsfeier

Japan nahm an den Olympischen Sommerspielen 1912 in Stockholm, Schweden, mit einer Delegation von 2 Sportlern teil. Dabei konnten die Athleten keine Medaillen gewinnen.

## Teilnehmer nach Sportarten

### Leichtathletik
| Athleten       | Disziplin | Vorlauf           | Vorlauf           | Halbfinale        | Halbfinale        | Finale         | Finale         |
| Athleten       | Disziplin | Ergebnis          | Platz             | Ergebnis          | Platz             | Ergebnis       | Platz          |
| -------------- | --------- | ----------------- | ----------------- | ----------------- | ----------------- | -------------- | -------------- |
| Mishima Yahiko | 100 m     | k. A.             | 5                 | nicht erreicht    | nicht erreicht    | nicht erreicht | nicht erreicht |
| Mishima Yahiko | 200 m     | k. A.             | 5                 | nicht erreicht    | nicht erreicht    | nicht erreicht | nicht erreicht |
| Mishima Yahiko | 400 m     | 55,5 s            | 2                 | DNS               | DNS               | nicht erreicht | nicht erreicht |
| Kanakuri Shizō | Marathon  | nicht ausgetragen | nicht ausgetragen | nicht ausgetragen | nicht ausgetragen | DNF            | DNF            |